# Diabolical Conquest
Diabolical Conquest – trzeci album studyjny amerykańskiej grupy muzycznej Incantation. Wydawnictwo ukazało się 28 kwietnia 1998 roku nakładem wytwórni muzycznej Relapse Records. Nagrania zostały zarejestrowane pomiędzy listopadem a grudniem 1997 roku w Mars Studio w Cleveland w stanie Ohio. Mastering odbył się w Sonorous Mastering w Tempe w stanie Arizona.

## Lista utworów
Opracowano na podstawie materiału źródłowego.
1. „Impending Diabolical Conquest” (McEntee, Severn) – 5:13
2. „Desecration (Of the HeavenlyGraceful)” (Corchardo, McEntee, Severn) – 5:54
3. „Disciples of Blasphemous Reprisal” (McEntee, Severn) – 3:32
4. „Unheavenly Skies” (Corchado, McEntee, Severn) – 2:20
5. „United in Repungence” (McEntee, Severn) – 3:57
6. „Shadows of the Ancient Empire” (McEntee, Severn) – 3:02
7. „Ethereal Misery” (McEntee, Severn) – 4:29
8. „Unto Infinite Twilight/Majesty of Infernal Damnation” (McEntee, Severn) – 16:47

## Twórcy
Opracowano na podstawie materiału źródłowego.

- Daniel Corchado – wokal prowadzący, gitara rytmiczna, gitara prowadząca, gitara basowa
- John McEntee – gitara prowadząca
- Kyle Severn – perkusja
- Bill Korecky – produkcja muzyczna, inżynieria dźwięku
- William J. Yurkiewicz Jr – producent wykonawczy
- Matthew Jacobson – producent wykonawczy
- Dave Shirk – mastering
- Bill Yurkiewicz – mastering
- Miran Kim – okładka
- Adam Peterson – projekt graficzny
- Steve Miller – zdjęcia